# 亨利·菲尔德曼
亨利·菲尔德曼（英語：Henry Fieldman，1988年11月25日—），英国男子赛艇运动员。他曾代表英国参加2020年夏季奥林匹克运动会赛艇比赛，获得男子八人单桨有舵手铜牌。